# Georg Ahrens
Georg Friedrich Ahrens (Delmenhorst, 29 april 1896 - Hamburg, 22 oktober 1974) was een Duitse officier en SS-Gruppenführer tijdens de Tweede Wereldoorlog. Hij zat ook in de Hamburgse senaat.

## Leven
Op 29 april 1896 werd Georg Ahrens geboren in Delmenhorst. Hij was de zesde zoon van de pastoor Hermann Ahrens en zijn vrouw Louise née Dauelsberg. Van 1 april 1910 tot september 1914 ging hij naar school. 

### Eerste Wereldoorlog
Op 17 september 1914 meldde Ahrens zich aan als Kriegsfreiwilliger (oorlogsvrijwilliger) in het Deutsches Heer. Hij werd geplaatst in het Ersatz Btn/3. Hannoversches Reserve Infanterie-Regiment "von Voigts-Rhetz" Nr 79. Daar diende hij tot 30 december 1914. Aan het eind van 1914 werd Ahrens overgeplaatst naar het 1. Unter-Elsässisches Reserve Infanterie-Regiment Nr 132. Bij dit onderdeel raakte hij op 21 juli 1915 gewond. Na zijn herstel werd hij overgeplaatst naar het 1. Ostfriesisches Infanterie-Regiment Herzog Friedrich Wilhelm von Braunschweig Nr 78. Op 4 juli 1917 raakte hij opnieuw gewond, na zijn genezing werd Ahrens teruggeplaatst in het 1. Ostfriesisches Infanterie-Regiment Herzog Friedrich Wilhelm von Braunschweig Nr 78.

### Interbellum
Na de Eerste Wereldoorlog, werkte hij van 1920 tot 1931 als filiaalmanager bij Kloth A.G. in Keulen en Hamburg. Op 10 mei 1921 trouwde Ahrens met Elisabeth Recke. Het echtpaar kreeg een zoon (Hans-Joachim, geboren 16 april 1924) en twee dochters (Eva, geboren 12 juni 1922 en Lore, geboren 18 maart 1926). Op 1 december 1930 werd Ahrens lid van de NSDAP. Kort hierna ging hij als persoonlijke medewerker van de Gouwleider Karl Kauffmann werken. In 1931 ging Ahrens als redenaar en spreker volledig werken voor de gouwleiding in Hamburg. Op 27 september 1931 ging hij als Kreisleiter en Geschäftsführer (bedrijfsmanager) in het Hamburgische Bürgerschaft werken. Van december 1932 tot 8 maart 1933 werkte Ahrens als Gauamtsleiter (vrije vertaling: gouwambtsleider) en was hij verantwoordelijk voor de Hauptabteilung III (hoofdafdeling III) (politie administratie) van de gouwleiding in Hamburg. 
Op 8 maart 1933 werd Ahrens gekozen tot lid van de Senatsrat (Senaatsraad), en werd op 28 maart 1933 door de Senaat tot Staatsrat (Staatsraad) bevorderd. Op 6 juli 1933 werd Ahrens benoemd tot staatssecretaris en werd de vertrouweling van de Gouwleider en Rijksstadhouder Karl Kaufmann. Hij moest de Eerste Burgemeester Carl Vincent Krogmann controleren.
Op 1 december 1933 werd Ahrens lid van de Schutzstaffel (SS), en werd ingeschaald als SS-Standartenführer (kolonel) in de Sicherheitsdienst (SD). Een andere bron vermeldt dat Ahrens een SS-Ehrenführer in de Schutzstaffel was. Hij werd toegevoegd als Ehrenführer z.b.V. (voor speciaal gebruik) aan de staf van de SS-Oberabschnitt Nord. Op 13 augustus 1934 volgde zijn volgende bevordering tot SS-Oberführer.
Op 7 november 1934 werd Ahrens door de Rijksstadhouder Kaufmann benoemd tot senator en locoburgemeester als vervanging van Wilhelm Burchard-Motz, die op 8 november werd ontslagen. Ahrens was naast Kaufmann de meest invloedrijke figuur in Hamburg tijdens de nationaalsocialistische periode. Hij leidde de Hamburgse bestuur tot 8 mei 1945, en onderhandelde over de Groot-Hamburgwet.
In 1935 was Georg Ahrens lid van de raad van commissarissen van HAPAG.
Van 24 april 1935 tot 21 mei 1935 deed hij als Leutnant der Reserve (tweede luitenant in de militaire reserve) mee met training van het Infanterieregiment Neumüster. Hierna trainde Ahrens nog twee keer met de 10e compagnie van het 47e Infanterieregiment. Op 1 april 1936 werd hij bevorderd tot Oberleutnant der Reserve (eerste luitenant in de militaire reserve).
Van 1 juli 1937 tot 7 augustus 1937 trainde hij met de 6e compagnie van het 47e Infanterieregiment. Op 25 augustus 1937 werd Ahrens bevorderd tot Hauptmann der Reserve (kapitein in de militaire reserve). En van 25 augustus 1937 tot 27 september 1937 werkte hij met de 7e compagnie van het 47e Infanterieregiment.
In 1938 passeerde Ahrens Krogmann als staatssecretaris tot plaatsvervangend rijksstadhouder onder Kaufmann, en bekleedde de officiële titel van president. Hij was Kaufmanns rechterhand gedurende de hele oorlog. Ahrens was ook plaatsvervangend Rijksverdedigingscommissaris in het Wehrkreis X, en was bijzonder gevolmachtigde op het gebied van economie en administratie in het Wehrkreis X.
Op 30 januari 1939 volgde zijn bevordering tot SS-Brigadeführer (brigadegeneraal).

### Tweede Wereldoorlog
Ahrens was ook plaatsvervangend voorzitter van de Raad van bestuur van de Duitse theaters in Hamburg. Hij was ook leider van de administratieve academie in Hamburg.
Op 9 november 1942 volgde zijn laatste bevordering tot SS-Gruppenführer (luitenant-generaal).
Vanaf 1943 maakte Ahrens persoonlijk de luchtsituatieberichten voor Hamburg op de radio bekend. Dit vanwege zijn rustgevende diepe stem, kreeg hij in de volksmond de bijnaam "Oom Valeriaan".
In mei 1945 werd hij gehospitaliseerd.

## Na de oorlog
Op 21 juni 1945 werd Ahrens gearresteerd en geïnterneerd in Bielefeld. Hij werd door de regering van de Britse bezettingszone in Duitsland uit zijn ambt ontheven. Door de Bielefeld Spruchgericht (vrije vertaling: denazificatierechtbank) werd hij veroordeeld tot zes jaar gevangenisstraf, met aftrek van voorarrest. Na zijn hoger beroep voor denazificatierechtbank in Bergedorf, werd zijn vonnis op 19 februari 1949 verlaagd tot vier jaar en zes maanden gevangenisstraat, met aftrek van voorarrest. Een stuk grond dat Ahrens tijdens de "Arisering" ver beneden zijn waarde had verworven, werd in beslag genomen.
Ahrens bood zijn diensten als "deskundige" aan aan de eerste naoorlogse Senaat, maar deze verwierp Ahrens als "grijze eminentie" en "naziterrorist van de hoogste rang".
In 1948 brak er een schandaal uit tijdens een hoorzitting voor de denazificatierechtbank: “Toen de advocaat besloot te zeggen dat de rechtbank niet te wreed moest zijn jegens de beschuldigden, klonk er plotseling een demonstratief applaus van oude nazi-aanhangers uit de overvolle zaal – een ongekende uitdaging aan het publiek."
Over het verdere verloop van zijn leven is niets bekend. Op 22 oktober 1974 stierf Ahrens in Hamburg.

## Carrière
Ahrens bekleedde verschillende rangen in zowel de Deutsches Heer als Allgemeine-SS. De volgende tabel laat zien dat de bevorderingen niet synchroon liepen.
| Datum                         | Deutsches Heer     | Reichswehr     | NSDAP                    | Allgemeine-SS       | Hamburg        | Heer                     |
| ----------------------------- | ------------------ | -------------- | ------------------------ | ------------------- | -------------- | ------------------------ |
| 17 september 1914:            | Kriegsfreiwilliger | —              | —                        | —                   | —              | —                        |
| 1 maart 1920:                 | —                  | Feldwebel a.D. | —                        | —                   | —              | —                        |
| 1930:                         | —                  | —              | Persönlicher Mitarbeiter | —                   | —              | —                        |
| 27 september 1931:            | —                  | —              | Kreisleiter              | —                   | —              | —                        |
| December 1932 - 8 maart 1933: | —                  | —              | Gauamtsleiter            | —                   | —              | —                        |
| 8 maart 1933:                 | —                  | —              | —                        | —                   | Senatsrat      | —                        |
| 28 maart 1933:                | —                  | —              | —                        | —                   | Staatsrat      | —                        |
| 6 juli 1933:                  | —                  | —              | —                        | —                   | Staatssekretär | —                        |
| 1 december 1933:              | —                  | —              | —                        | SS-Standartenführer | —              | —                        |
| 13 augustus 1934:             | —                  | —              | —                        | SS-Oberführer       | —              | —                        |
| 24 april 1935:                | —                  | —              | —                        | —                   | —              | Leutnant der Reserve     |
| 1 april 1936:                 | —                  | —              | —                        | —                   | —              | Oberleutnant der Reserve |
| 25 augustus 1937:             | —                  | —              | —                        | —                   | —              | Hauptmann der Reserve    |
| 30 januari 1939:              | —                  | —              | —                        | SS-Brigadeführer    | —              | —                        |
| 9 november 1942:              | —                  | —              | —                        | SS-Gruppenführer    | —              | —                        |

## Lidmaatschapsnummers
- NSDAP-nr.: 402 019[6][2] (lid geworden 1 december 1930[2][7])
- SS-nr.: 36226[6][2] (lid geworden 1 december 1933[2][7])

## Onderscheidingen
Selectie:
- Gouden Ereteken van de NSDAP[8] op 30 januari 1943[2][5]
- Ehrendegen des Reichsführers-SS[6][8] op 1 december 1937[5]
- SS-Ehrenring[6][8] op 1 december 1937[5]
- Grootofficier in de Orde van de Kroon van Roemenië[2][5]
- Orde van de Dannebrog[2][1]
- Commandeur in de Orde van Verdienste (Chili)[2][1]
- Grootofficier in de Orde van de Italiaanse Kroon[2][5]
- Orde van Verdienste (Hongarije)[2][1]
- Orde van de Finse Leeuw[2][5]